# Elatophilus oculatus
Elatophilus oculatus är en insektsart som först beskrevs av Drake och Harris 1926.  Elatophilus oculatus ingår i släktet Elatophilus och familjen näbbskinnbaggar. Inga underarter finns listade i Catalogue of Life.